# Akihiko Takeshige
Akihiko Takeshige (竹重 安希彦 Takeshige Akihiko?, nacido el 21 de agosto de 1987 en Yamaguchi) es un futbolista japonés que se desempeña como guardameta.

## Trayectoria

### Clubes
| Club            | País  | Año         |
| --------------- | ----- | ----------- |
| Júbilo Iwata    | Japón | 2010 - 2014 |
| Albirex Niigata | Japón | 2013        |
| Tochigi SC      | Japón | 2015 -      |

## Estadística de carrera

### J. League
| Club            | Año   | J. League | J. League | Copa J. League | Copa J. League | Total | Total |
| Club            | Año   | Part.     | Goles     | Part.          | Goles          | Part. | Goles |
| --------------- | ----- | --------- | --------- | -------------- | -------------- | ----- | ----- |
| Júbilo Iwata    | 2010  | 0         | 0         | 0              | 0              | 0     | 0     |
| Júbilo Iwata    | 2011  | 0         | 0         | 0              | 0              | 0     | 0     |
| Júbilo Iwata    | 2012  | 1         | 0         | 2              | 0              | 3     | 0     |
| Albirex Niigata | 2013  | 0         | 0         | 3              | 0              | 3     | 0     |
| Júbilo Iwata    | 2013  | 0         | 0         | 0              | 0              | 0     | 0     |
| Júbilo Iwata    | 2014  | 0         | 0         | -              | -              | 0     | 0     |
| Tochigi SC      | 2015  | 22        | 0         | -              | -              | 22    | 0     |
| Tochigi SC      | 2016  | 0         | 0         | -              | -              | 0     | 0     |
| Tochigi SC      | 2017  | 1         | 0         | -              | -              | 1     | 0     |
| Total           | Total | 24        | 0         | 5              | 0              | 29    | 0     |